# دوچرخه‌سواری در المپیک تابستانی ۱۹۰۴

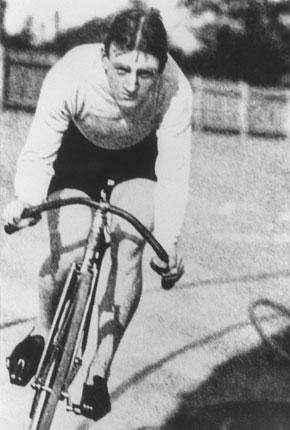
مارکوس هرلی

دوچرخه‌سواری در بازی‌های المپیک تابستانی ۱۹۰۴ نام رویداد ورزش دوچرخه‌سواری در بازی‌های المپیک تابستانی بود که در سال ۱۹۰۴ برگزار شد. این مسابقات از هفت بخش تشکیل شده بود که فقط برای مردان بود. در این مسابقات فقط ورزشکاران اهل آمریکا به رقابت با یک دیگر پرداختند و همچنین ورزشکاران آمریکا توانستند تمام مدال‌ها که ۷ مدال طلا و ۷ نقره و ۷ برنز بود را کسب کنند و برنده این مسابقات شوند.
مارکوس هرلی توانست در این مسابقات با کسب ۴ مدال طلا و یک مدال برنز پر مدال‌ترین بازیکن مسابقات شود.
این تنها مسابقاتی بود که در آن برای اندازه‌گیری طول مسیر دوچرخه‌سواری از مایل استفاده می‌شد.

## نتایج
| رویداد   | طلا                  | نقره                   | برنز                   |
| 1⁄4 mile | مارکوس هرلی (USA)    | بارتون داونینگ (USA)   | تدی بیلینگتون (USA)    |
| 1⁄3 mile | مارکوس هرلی (USA)    | بارتون داونینگ (USA)   | تدی بیلینگتون (USA)    |
| 1⁄2 mile | مارکوس هرلی (USA)    | تدی بیلینگتون (USA)    | بارتون داونینگ (USA)   |
| 1 mile   | مارکوس هرلی (USA)    | بارتون داونینگ (USA)   | تدی بیلینگتون (USA)    |
| 2 miles  | بارتون داونینگ (USA) | اسکار گورک (USA)       | مارکوس هرلی (USA)      |
| 5 miles  | چارلز اشلی (USA)     | جورج ئی. ویلی (USA)    | آرتور اف. اندروز (USA) |
| 25 miles | بارتون داونینگ (USA) | آرتور اف. اندروز (USA) | جورج ئی. ویلی (USA)    |

## جدول مدال‌ها
| رتبه | کشور                | طلا | نقره | برنز | مجموع |
| ۱    | ایالات متحده آمریکا | ۷   | ۷    | ۷    | ۲۱    |

## کشورهای شرکت کننده
۱۸ ورزشکار از کشور میزبان در این رقابت‌ها به رقابت با یک دیگر پرداختند.
- ایالات متحده آمریکا (۱۸)